# Satoru Kitaoka
Satoru Kitaoka (北岡悟; Nara, 4 febbraio 1980) è un atleta di arti marziali miste e grappler giapponese.
Satoru Kitaoka (北 岡 悟, Kitaoka Satoru, nato il 4 febbraio 1980), è un wrestler giapponese e un artista marziale misto che ha recentemente gareggiato per RIZIN. Gareggia come professionista dal 2000, ha anche gareggiato per DREAM, Pancrazio, DEEP e World Victory Road.
Kitaoka è rinomato per le sue abilità nel wrestling che ha imparato studiando sotto due dei più rispettati lottatori di Catch wrestling giapponesi Masakatsu Funaki e Minoru Suzuki. 
È anche una cintura nera di jiu jitsu brasiliano.
È stato il campione inaugurale Sengoku Lightweight e l'ex campione DEEP Lightweight. 
18 delle sue 20 vittorie in carriera sono terminate con strozzatore a ghigliottina o blocco delle gambe..

## Carriera nelle arti marziali miste
Oltre al successo di arti marziali miste, Kitaoka ha anche vinto numerosi tornei di lotta di grappling, tra cui "being the reigning" jiu-jitsu brasiliano e il No-Gi Open Champion.
Dopo aver firmato con World Victory Road, il primo combattimento di Kitaoka per Sengoku si è svolto il 18 maggio 2008 vincendo per sottomissione su Ian James Schaffa al  Sengoku 2  .
Nel primo turno del torneo a  Sengoku 4  il 24 agosto 2008 si è svolto contro American Clay French.
Kitaoka ha vinto per sottomissione facendo una leva al tallone al primo minuto del primo raund .
La vittoria l'ha messo a confronto con un altro combattente giapponese Eiji Mitsuoka nella semifinale del torneo che si svolgeva al World Victory Road Presents: Sengoku 6.
Kitaoka ancora una volta ha fatto un lavoro veloce vincendo con una  heel hook dopo un minuto e 16 secondi del primo round. La vittoria gli è valsa un posto nella finale del torneo che si è svolta quella stessa notte contro Kazunori Yokota. La lotta si è rivelata più lunga delle tre precedenti dovendo completare tutti e tre i round da cinque minuti vincendo per decisione unanime,conquistando così il Gran Premio dei pesi leggeri Sengoku del 2008.
La vittoria del torneo Lightweight ha permesso Kitaoka di combattere contro Takanori Gomi, per il neo-creato Sengoku Sengoku Lightweight Championship. I due hanno combattuto al Sengoku no Ran 2009 il 4 gennaio 2009 e si sono conclusi con Kitaoka che sconfigge Gomi con una leva al tallone al 1 minuto e 41 secondi del primo round.
Nella sua prima difesa al titolo, il 2 agosto 2009, al  World Victory Road Presents: Sengoku 9 , Kitaoka perde il titolo contro Mizuto Hirota. 
In seguito alla perdita del suo titolo in Sengoku, Kitaoka è tornato alla sua promozione di casa Pancrazio raccogliendo vittorie su Jorge Rogrigues e Kuniyoshi Hironaka.

### DREAM
Kitaoka ha affrontato l'ex combattente  UFC Willamy Freire al  DREAM 17. Poi prosegue con una serie di tre vittorie sia nel Pancrazio che  DEEP. Affronta il compagno di squadra Yuki Nakaie e il cintura nera Shinya Aoki all'evento di fine anno di  DREAM per il titolo DREAM Lightweight Championship. 
Ha perso la lotta per decisione unanime.

### RIZIN FF
Kitaoka ha debuttato per Rizin Fighting Federation nel 2016. Ha affrontato Daron Cruickshank il 29 dicembre 2016, al  RIZIN World Grand-Prix 2016: 2nd Round e ha vinto il combattimento per sottomissione al primo round. Kitaoka ha quindi affrontato Yusuke Yachi il 30 luglio 2017, al  Rizin FF 6: RIZIN World Grand Prix 2017 Round di apertura Parte 1. Ha perso la lotta tramite KO tecnico al secondo round.
Kitaoka affronta Tatsuya Kawajiri al  RIZIN: Heisei's Last Yarennoka! Per la notte di San Silvestro nel 2018. Dopo una prestazione abbastanza impressionante che ha visto un sorprendente knockdown di Kitoka vince per decisione.

## Campionati e risultati
- Sengoku Raiden Championship
  - 2008 Sengoku Lightweight Grand Prix Champion[4]
  - Sengoku Raiden Championship Lightweight Champion[5]
- DEEP
  - DEEP Lightweight Champion (One time)
  - Four successful title defenses.[6]

### Risultati nelle arti marziali miste
| Risultato | Record    | Avversario       | Metodo              | Evento                         | Data             | Round | Tempo | Città              | Note                                |
| --------- | --------- | ---------------- | ------------------- | ------------------------------ | ---------------- | ----- | ----- | ------------------ | ----------------------------------- |
| Sconfitta | 42–20 (9) | Johnny Case      | KO Tecnico          | Rizin 17                       | 28 luglio 2019   | 1     | 5:00  | Saitama, Giappone  |                                     |
| Sconfitta | 42-19 (9) | Roberto de Souza | KO Tecnico          | Rizin 15                       | 21 aprile 2019   | 2     | 3:56  | Yokohama, Giappone |                                     |
| Vittoria  | 42-18 (9) | Tatsuya Kawajiri | Decisione (spilt)   | RIZIN: Heisei's Last Yarennoka | 31 dicembre 2018 | 3     | 5:00  | Saitama, Giappone  |                                     |
| Sconfitta | 41-18 (9) | Koji Takeda      | Decisione (unanime) | DEEP: 86 Impact                | 27 ottobre 2018  | 3     | 5:00  | Tokyo, Giappone    | Lost DEEP Lightweight Championship. |
| Sconfitta | 41-17 (9) | Diego Brandão    | KO Tecnico          | RIZIN 11                       | 29 luglio 2018   | 1     | 1:38  | Saitama, Giappone  |                                     |